# Italia en los Juegos Paralímpicos de Londres 2012
Italia estuvo representada en los Juegos Paralímpicos de Londres 2012 por un total de 96 deportistas, 65 hombres y 31 mujeres.

## Medallistas
El equipo paralímpico italiano obtuvo las siguientes medallas:
| Nombre                                            | Deporte                    | Evento                             |
| ------------------------------------------------- | -------------------------- | ---------------------------------- |
| Oro                                               |                            |                                    |
| Martina Caironi                                   | Atletismo                  | 100 m T42 femenino                 |
| Assunta Legnante                                  | Atletismo                  | Peso F11/12 femenino               |
| Alex Zanardi                                      | Ciclismo en ruta           | Ruta H4 masculino                  |
| Alex Zanardi                                      | Ciclismo en ruta           | Contrarreloj H4 masculino          |
| Roberto Bargna                                    | Ciclismo en ruta           | Ruta C1-3 masculino                |
| Ivano Pizzi                                       | Ciclismo en ruta           | Ruta B masculino                   |
| Cecilia Camellini                                 | Natación                   | 50 m libre S11 femenino            |
| Cecilia Camellini                                 | Natación                   | 100 m libre S11 femenino           |
| Oscar De Pellegrin                                | Tiro con arco              | Recurvo individual W1/W2 masculino |
| Plata                                             |                            |                                    |
| Oxana Corso                                       | Atletismo                  | 100 m T35 femenino                 |
| Oxana Corso                                       | Atletismo                  | 200 m T35 femenino                 |
| Alvise De Vidi                                    | Atletismo                  | 100 m T51 masculino                |
| Ivano Pizzi                                       | Ciclismo en ruta           | Contrarreloj B masculino           |
| Giorgio Farroni                                   | Ciclismo en ruta           | Ruta T1-2 mixto                    |
| Francesca Fenocchio Vittorio Podesta Alex Zanardi | Ciclismo en ruta           | Relevo por equipos H1-4 mixto      |
| Pamela Pezzutto                                   | Tenis de mesa              | Individual 1-2 femenino            |
| Elisabetta Mijno                                  | Tiro con arco              | Recurvo individual W1/W2 femenino  |
| Bronce                                            |                            |                                    |
| Annalisa Minetti                                  | Atletismo                  | 1500 m T12 femenino                |
| Vittorio Podesta                                  | Ciclismo en ruta           | Ruta H2 masculino                  |
| Vittorio Podesta                                  | Ciclismo en ruta           | Contrarreloj H2 masculino          |
| Michele Pittacolo                                 | Ciclismo en ruta           | Ruta C4-5 masculino                |
| Matteo Betti                                      | Esgrima en silla de ruedas | Espada individual A masculino      |
| Alessio Sarri                                     | Esgrima en silla de ruedas | Sable individual B masculino       |
| Cecilia Camellini                                 | Natación                   | 100 m espalda S11 femenino         |
| Cecilia Camellini                                 | Natación                   | 400 m libre S11 femenino           |
| Federico Morlacchi                                | Natación                   | 100 m mariposa S9 masculino        |
| Federico Morlacchi                                | Natación                   | 200 m estilos SM9 masculino        |
| Federico Morlacchi                                | Natación                   | 400 m libre S9 masculino           |